# Revue nègre
Pour les articles homonymes, voir Nègre (homonymie).

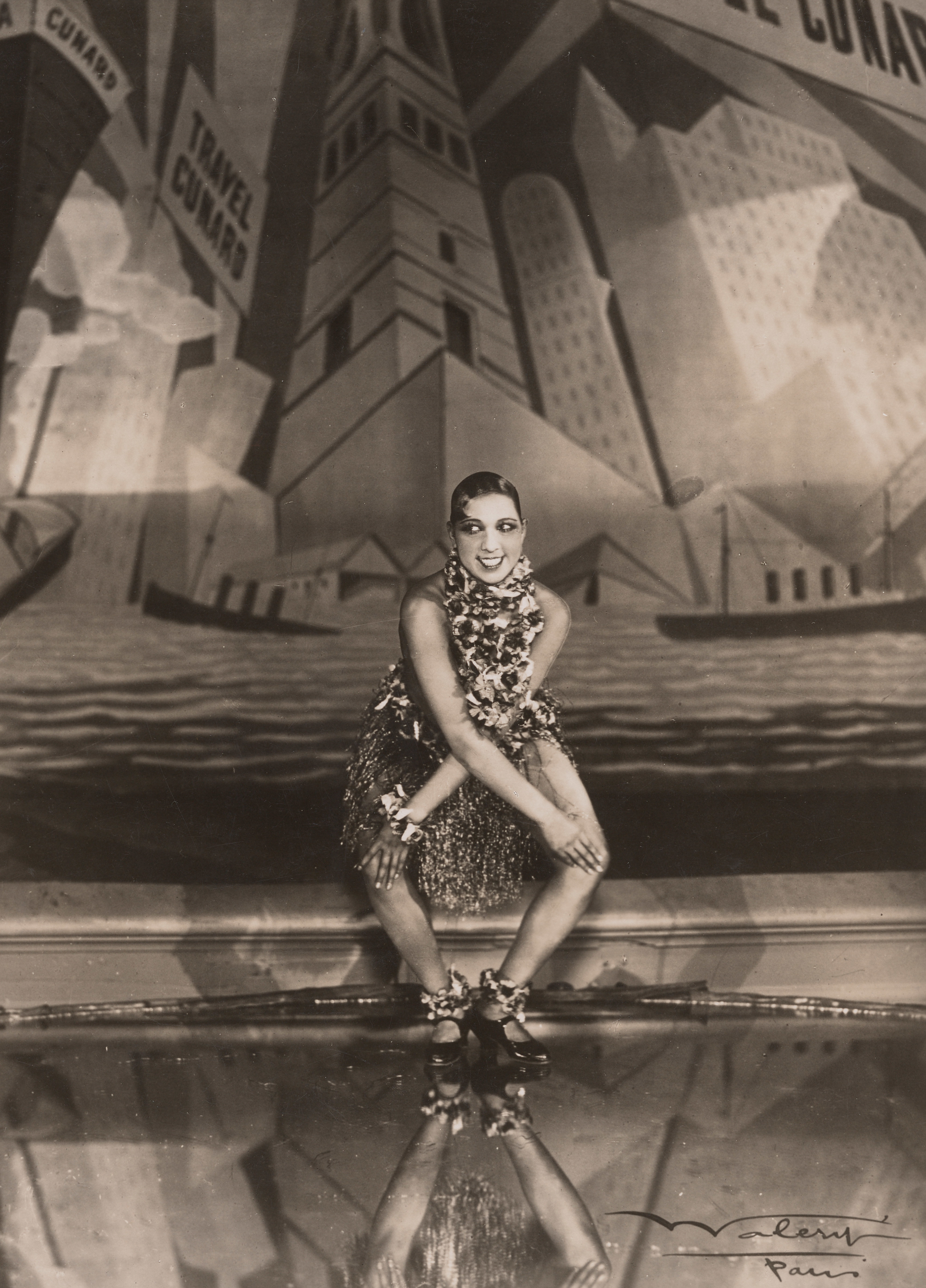
Joséphine Baker dansant le charleston aux Folies-Bergère, à Paris - Revue Nègre Dance (1926).

La Revue nègre est un spectacle musical créé en 1925 à Paris. Par son succès et la personnalité de Joséphine Baker qui en est l'étoile montante, elle permet entre autres une diffusion plus large de la musique de jazz et de la culture noire en Europe.

## Histoire
La création de la Revue nègre est liée à l'émergence en France de la musique dite de jazz : celle-ci débarque à Paris quelques mois avant la fin de la Première Guerre mondiale via les jazz-bands composés de soldats américains et influence des musiciens comme Igor Stravinsky (Ragtime, 1919), des poètes comme Jean Cocteau, Guillaume Apollinaire ou Blaise Cendrars, des peintres, avant de se diffuser dans les dancings parisiens à travers la mode du charleston. D'autres styles sont révélés comme le Jazz Nouvelle-Orléans depuis Londres où Duke Ellington donna très tôt une série de concerts. D'autre part, au début des années 1920, les spectacles de music-hall et de cabaret se diffusent auprès d'un plus grand public. En 1921, on peut même parler d'une « négrophilie » : le prix Goncourt est remis cette année-là au Martiniquais René Maran pour Batouala, véritable roman nègre. La Revue nègre s'inscrit dans le contexte de la « folie noire » ; elle en est à la fois le produit et l'instrument de son amplification. 
La création de la Revue nègre a pour cadre le théâtre des Champs-Élysées qui a déjà connu des heures de gloires et de scandales au moment de la période des Ballets russes (1913-1917) et cherche un second souffle. En 1925, André Daven, directeur artistique de ce théâtre parisien, se met en quête d'un nouveau type de spectacle. Fernand Léger lui suggère de créer un spectacle entièrement joué par des Noirs. Le peintre, qui a travaillé sur les Ballets suédois, au succès mitigé, est par ailleurs depuis longtemps marqué par l'Art nègre, tout comme ses complices Apollinaire, Picasso, Max Jacob et certains des premiers surréalistes. Daven croise alors une Américaine, Caroline Dudley Reagan (qui deviendra la compagne de Joseph Delteil), laquelle se met en quête pour Daven d'une troupe composée de Noirs.
À New York, Caroline Dudley réussit à convaincre douze musiciens et treize danseurs, dont Sidney Bechet et Joséphine Baker, de partir se produire en France. Le spectacle qui sera présenté à Paris a alors déjà connu un beau succès à Broadway,. Parmi les nouveautés présentées dans la Revue nègre parisienne, se trouvent Joséphine Baker — la vedette du spectacle new-yorkais n'ayant pas souhaité faire le voyage — et sa danse sauvage qui a vraisemblablement été ajoutée spécifiquement pour le théâtre des Champs-Élysées.
L'esprit artistique de la revue est inédit, mêlant musique de jazz-band et chorégraphies originales, numéros burlesques, scénographie à décors mobiles devant lesquels le corps en partie dénudé peut s'exprimer sans vulgarité. On peut dire que ce spectacle constitue un événement au sens où, d'une part, il révèle pour la première fois en France une authentique « culture noire » détachée des pesanteurs colonialistes, et d'autre part, il permet à un genre d'essence populaire d’émerger en un lieu réservé aux expériences artistiques de type moderniste.
L'affiche promotionnelle est créée par le jeune affichiste Paul Colin, et contribue à lancer sa carrière,.
La première a lieu le 2 octobre 1925,. Joséphine Baker y rencontre un fort succès avec la danse sauvage qu'elle interprète,. Dans la salle bondée, sont notamment présents Robert Desnos, Francis Picabia et Blaise Cendrars. Le succès est au rendez-vous : Daven remporte son pari.

## Les dessous du spectacle

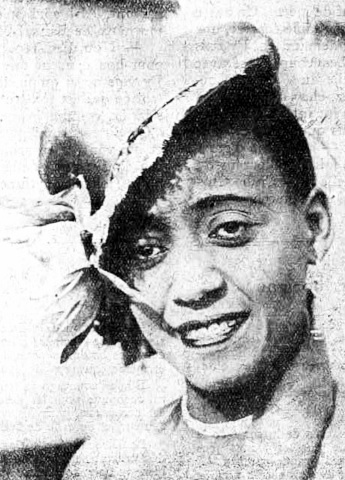
Maud de Forest en 1925.

- Du 10 au 31 mai 1919 s'ouvrit à la galerie Devambez - Paul Guillaume située 45, boulevard Malesherbes la première « Exposition d'Art nègre et d'Art océanien » : Paul Guillaume offrit dans la foulée une « Fête nègre » au théâtre des Champs-Élysées qui marqua André Daven.
- En octobre 1923 fut créé au théâtre des Champs-Élysées, La Création du Monde sur une musique de Darius Milhaud d'après L'Anthologie Nègre de Cendrars et avec des décors de Fernand Léger dans le cadre des Ballets suédois.
- Quatre jours seulement avant la première de la Revue nègre, Daven, qui assiste aux répétitions, décide de limiter la partie réservée à la chanteuse Maud de Forest considérée comme trop « blues américain » et d'embaucher un nouveau metteur en scène[10], Jacques-Charles, spécialiste réputé du music-hall en remplacement de Louis Douglas, chorégraphe afroamérican pourtant habitué des salles parisiennes, qui reste cependant présent dans la troupe de danseurs[11].
- C'est ce même Jacques-Charles qui repère, parmi les huit choristes appelées les « Charleston Babies », Josephine Baker, pour figurer en scène d'ouverture et en scène finale, laquelle sera intitulée « La Danse sauvage » mettant en scène Josephine, seins nus, et le danseur-comédien Joe Alex en un duo érotico-suggestif.
- Le jazz-band est dirigé par Claude Hopkins.
- Les décors sont réalisés par Miguel Covarrubias, un ami de Caroline Dudley Reagan.
- Après la fin de la Revue nègre (décembre 1925), la troupe, sensiblement remaniée, part en tournée en Europe (Bruxelles, Berlin) puis Baker rompt son contrat avec Dudley et, de retour à Paris, entame à la rentrée 1926 une nouvelle revue aux Folies Bergère où elle inaugure sa fameuse « jupe en bananes ».
- Le boxeur Al Brown fut invité par Baker à participer à sa revue.